# La Part des lions
Pour plus de détails, voir Fiche technique et Distribution.
La Part des lions est un film franco-italien réalisé& par Jean Larriaga, sorti en 1971.

## Synopsis
Éric Chambon, architecte et écrivain, reçoit l'important prix Balzac (équivalent fictif du Prix Goncourt). Il ne veut pas participer à sa célébration médiatique, ce que son éditeur juge une très bonne publicité. Il préfère rendre visite au vieil homme qui, durant l'Occupation, l'a recueilli après la déportation de ses parents.
Il retrouve à l'hospice Maurice Ménard, qui, lui aussi, a été élevé par le vieillard. Maurice, réputé pouvoir ouvrir n'importe quel coffre-fort, se voit proposer un coup par le chef de gang Marcati, assisté de Jacques et Daniel, un tueur froid. 
Éric propose à Maurice et Marcati de braquer le coffre d'une banque située en face de chez lui. L'inspecteur Grazzi enquête.

## Fiche technique
- Réalisation : Jean Larriaga assisté de Patrick Jamain
- Scénario : Jean Larriaga, Georges Tabet
- Durée : 90 minutes
- Date de sortie : 
  - France : 8 septembre 1971
- Musique : Georges Garvarentz
- Image : Roland Dantigny
- Montage : Gabriel Rongier
- Affiche : Michel Landi

## Distribution
- Robert Hossein : Maurice Ménard
- Charles Aznavour : Éric Chambon
- Michel Constantin : Inspecteur Michel Grazzi
- Raymond Pellegrin : Marcati
- Elsa Martinelli : Annie, l'amie de Maurice
- Albert Minski : Jacques
- Michel Peyrelon : Daniel
- Roger Karl : le vieil homme
- Bernard Musson : l'employé des pompes funèbres
- Pierre Collet : l'agriculteur
- William Sabatier : Le commissaire
- Jean Luisi : un gendarme
- Marcel Gassouk : un gendarme
- Philippe Baronnet : le photographe
- R. J. Chauffard : Le directeur de la banque
- Christian Le Guillochet
- Jean-Louis Tristan : le policier qui a posé le radar
- Louis Arbessier : Cornille - l'éditeur
- Patricia Aznavour
- Robert Bazil : L'entrepreneur
- Robert Berri : Le patron du bistrot
- Marcel Pérès : le clochard squatteur
- Coline Serreau : la compagne du photographe
- Aldo Torti : le caissier de banque agressé
- Eric Vasberg : l'ouvrier agricole
- Roger Lumont : un client du bistrot